# Parque nacional Cabo Palmerston
Cabo Palmerston es un parque nacional en Queensland (Australia), ubicado a 748 km al noroeste de Brisbane.

## Datos
- Área: 72 km²
- Coordenadas: 21°35′25″S 149°25′39″E / -21.59028, 149.42750
- Fecha de Creación: 1976
- Administración: Servicio para la Vida Salvaje de Queensland
- Categoría IUCN: II

Véase también:
- Zonas protegidas de Queensland

- Datos: Q1034246
- Multimedia: Cape Palmerston National Park / Q1034246